# Jüdischer Friedhof (Windesheim)
Der Jüdische Friedhof Windesheim ist ein jüdischer Friedhof in der Ortsgemeinde Windesheim in der Verbandsgemeinde Langenlonsheim im Landkreis Bad Kreuznach in Rheinland-Pfalz.
Der 930 m² große, von einem Holzzaun (Jägerzaun) umgebene Friedhof befindet sich nordöstlich von Windesheim am Rand des Langenlonsheimer Waldes oberhalb von Weinbergen. Etwa 400 Meter nordöstlich sind die jüdischen Friedhöfe von Langenlonsheim und Waldhilbersheim. Er wurde vermutlich Mitte des 18. Jahrhunderts angelegt. Belegt wurde er vom 19. Jahrhundert bis zum Jahr 1938. Es sind 20 Grabsteine aus der Zeit von 1867 bis 1927 erhalten.